# Gunomeria
Gunomeria är ett släkte av steklar som beskrevs av Otto Schmiedeknecht 1907. Gunomeria ingår i familjen brokparasitsteklar.
Kladogram enligt Catalogue of Life och Dyntaxa:
| Gunomeria | \| \| Gunomeria macrodactylus \| \| \| \| \| \| Gunomeria sordida \| \| \| \| |
|           | \| \| Gunomeria macrodactylus \| \| \| \| \| \| Gunomeria sordida \| \| \| \| |
|           | Gunomeria macrodactylus                                                       |
|           |                                                                               |
|           | Gunomeria sordida                                                             |
|           |                                                                               |